# 鈴木璃萊

鈴木 璃萊（すずき りんら、2004年4月15日 - ）は、日本の女子サッカー選手。
高校卒業前になでしこリーグ2部のノルディーア北海道に加入。
2023年ノルディーア北海道ではチーム得点女王。

## 来歴
仙台市生まれ。全ポジション経験。50メートル6.3秒や6.7秒とも言われている。
8人兄弟の次女(上から4人目)、大家族。
中学1年生でサッカーを始めU13〜U15は仙台市のFCみやぎバルセロナ所属。各種大会にて複数回東北大会全国大会出場。
北海道大谷室蘭高等学校女子サッカー部から声がかかり15歳で単身北海道へ。高校1年生ながら主力メンバーとし公式戦はレギュラー。全日本高等学校女子サッカー選手権大会全国大会では同期の中で唯一1人だけ3年連続レギュラー。インターハイ全国大会出場。
2022年第17回北海道女子サッカーリーグ兼皇后杯JFA第44回全日本女子サッカー選手権北海道大会では得点女王ゴールクイーン、ベストイレブンを1人でダブル受賞。